# Stadion Partizana
Stadion Partizana je nogometni i  atletski stadion u Beogradu koji je u vlasništvu FK Partizan. Stadion je dugo vremena nosio ime Stadion JNA. Od polovice 1950-ih pa do 1987. na stadionu su se svakog 25. svibnja održavale parade za Dan mladosti. 

## Povijest
Stadion je službeno otvoren 9. listopada 1949. utakmicom između Jugoslavije i Francuske. Stadion Partizana je imao kapacitet od 55.000 gledatelja prije nego što je UEFA usvojila nova pravila o sigurnosti. Obnovljen je tijekom 1998. i sada ima 32 710 mjesta. Igralište ima dimenzije 105x70 m, tribine imaju 30 redova sjedišta i postoji 30 ulaza za gledatelje. Najviša točka stadiona je na visini od 21 m, a najudaljenija mjesta gledališta su na rastojanju od 236 m po dužini (sjever-jug) i 150 m po širini (istok-zapad).